# Michel Delpech
Jean Michel Bertrand Delpech (Courbevoie, 26 de enero de 1946 – Puteaux, 2 de enero de 2016) fue un cantante y compositor francés.

## Biografía
Delpech creció en una familia de clase trabajadora. Publicó su primer álbum a la edad de 18 años. En 1966 se casó con la cantante Chantal Simon y tuvieron dos hijos. Después de su divorcio en 1978, Delpech sufrió de depresión. En 1985 se casó con Geneviève Garnier-Fabre, con la que tuvo un hijo en 1990.
En 1964 Michel Delpech conoció a Roland Vincent, que se convirtió en su compositor, y poco después la compañía discográfica Disques Vogue lanzó su primer single: Anatole. En 1965 participó en la comedia musical Copains Clopant, que se repitió durante seis meses y que le hizo popular por la canción Chez Laurette. Uno de sus mayores éxitos fue Pour un flirt, que fue un éxito europeo en 1971, fue número uno en las listas de éxitos en Bélgica durante siete semanas y también ocupó el primer lugar en Francia durante una semana. Los otros éxitos de Michel Delpech en Francia fueron Wight is Wight (1969), Les divorcés (1974) y el álbum Michel Delpech & (2007). Pierre Bertrand se ocupó de los arreglos.
En marzo de 2015 se publicó su libro "Vivre!", en el que describía su lucha contra el cáncer de garganta y su miedo a no poder seguir cantando. Murió unos días antes de cumplir 70 años en un hospital de Puteaux, en las afueras de París, a causa de un carcinoma laríngeo.

## Discografía (selección)

### Álbumes de estudio
- 1966: Inventaire 66
- 1969: Il y a des jours où on ferait mieux de rester au lit
- 1970: Album
- 1974: Je L'attendais – Le chasseur
- 1975: Quand j’étais chanteur
- 1979: 5000 kilomètres
- 1986: Oubliez tout ce que je vous ai dit
- 1988: Michel Delpech
- 1991: Les Voix du Brésil
- 1997: Le Roi de rien
- 1999: Cadeau de Noël
- 2004: Comme Vous
- 2006: Michel Delpech &...
- 2009: Sexa

### Sencillos
- 1964: Anatole
- 1971: Pour un flirt
- 1981: Bombay
- 1985: Loin d’ici

### Recopilatorios
- 1988: Master Série - Vol. 1
- 1990: J’étais un ange
- 1990: Le Grandes Chansons
- 1999: Fan de toi, 2 CD
- 2007: Le best of
- 2008: Fan de toi, 3 CD
- 2008: Les 100 plus belles chansons
- 2009: Best of
- 2015: Les plus grands succès en version originale

### En directo
- 1972: Olympia 1972
- 2005: Ce lundi-là au Bataclan
- 2007: Live au Grand Rex